# بيتر سيمبسون (سياسي)
بيتر سيمبسون (بالإنجليزية: Peter Simpson)‏ هو أكاديمي وكاتب وناقد أدبي نيوزيلندي، وكان سياسيًا من حزب العمال. .

## السيرة
ولد سيمبسون في تاكاكا عام 1942. تلقى تعليمه في كلية نيلسون من عام 1955 إلى 1959، حيث كان عضوًا في فريق اتحاد الرغب في سنته الأخيرة. حصل على ماجستير (مع مرتبة الشرف) من جامعة كانتربري، ودكتوراه من جامعة تورنتو عام 1975 بأطروحة بعنوان «وردزورث إلى هاردي: خطوط العلاقة والاستمرارية في الشعر الإنجليزي في القرن التاسع عشر». 
مثل دائرة ليتيلتون في البرلمان من عام 1987 إلى 1990، عندما هزمته جيل ماكنتوش، وهي واحدة من عدد من الخسائر التي ساهمت في سقوط حكومة العمال الرابعة. قبل دخوله البرلمان كان رئيس لجنة ليتيلتون الانتخابية لحزب العمال. 
كان سيمبسون يدرس اللغة الإنجليزية منذ الستينيات في جامعات مختلفة. كان في جامعة ماسي وجامعة تورنتو وجامعة كارلتون. عمل بعدها في جامعة أوكلاند أستاذًا مشاركًا ورئيسا لقسم اللغة الإنجليزية، وهو المنصب الذي تقاعد منه في عام 2008. 
يعمل الآن مدير مطبعة هولواي التي تأسست في جامعة أوكلاند عام 1994 وسميت على اسم رون هولواي (1909-2003)، وهو طابع وناشر جامعي. 
في عام 2020 ، تم منح سيمبسون درجة دكتوراه فخرية في الآداب من جامعة كانتربري. 